# Székely Lujza
Székely Lujza, Smura Lujza Magdolna, névváltozata: Luisa Acsay (Budapest, 1902. szeptember 25. – New York, 1998. június 1.) magyar színésznő.

## Élete
Smura Győző (közéletben Kalocsai) és Sárváry Janka (1878–1948) színészházaspár lánya. Édesanyja megözvegyült, majd 1912-ben férjhez ment Székely Jenő újságíróhoz, a Hírlap nyomdavállalat vezetőjéhez. Iskoláit Debrecenben végezte. 1922-től 1925-ig a budapesti Vígszínház, 1925–26-ban a Renaissance, 1927–28-ban a Fővárosi Operettszínház, 1931–32-ben a Belvárosi Színház, 1932–1934 között a Magyar Színház tagja volt. 1934–35-ben, illetve 1936–37-ben az Andrássy úti Színházban játszott. 1938-ban a Pesti Színházban lépett színpadra. A színészkamara névsorából 1941-ben – saját kérésére – törölték. Prózai és zenés művek fiatal leányalakjait formálta meg.

## Magánélete

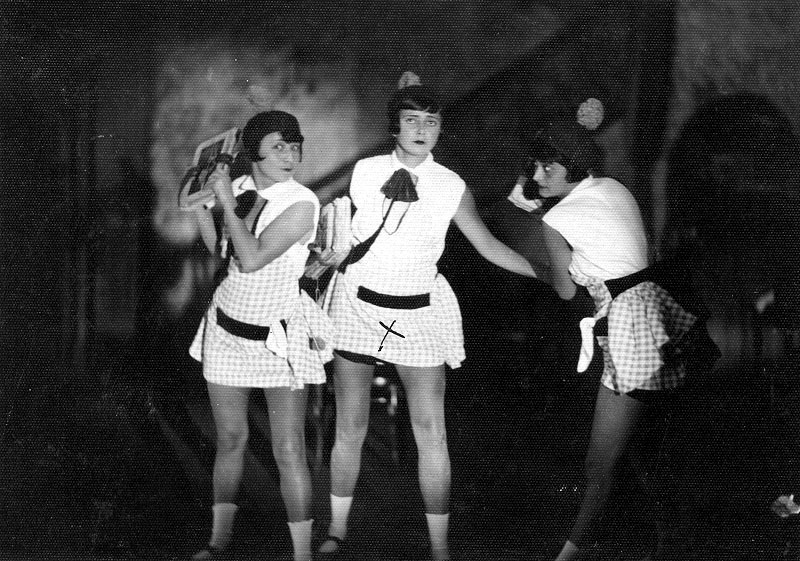
Fejes Teri (Mazie Smith), Horváthy Elvira (Grace) és Székely Lujza (Luci Moore) Philip Dunning Broadway című darabjában. Fővárosi Operettszínház, 1927.

Első házastársa Pethő Sándor történész, újságíró, a Magyar Nemzet alapító főszerkesztője volt, akivel 1926. június 14-én Budapesten, az Erzsébetvárosban kötött házasságot. (Pethő gyermeke, Pethő Tibor még e házasságot megelőzően, 1918-ban született). Del Medico Imre visszaemlékezése szerint Székely hozzájuk volt hivatalos ebédre, amikor Pethő Sándor balesetet szenvedett és meghalt. A rádióban rendkívüli hírként mondták be a baleset részleteit, így a vendéglátó család már tudott Pethő haláláról, a vendégségbe érkező Székely Lujza azonban még nem, Del Medicoéknál értesült a tragédiáról. Pethő halála után két évvel, 1942 elején kötött házasságot Acsay László építészmérnökkel. Acsay aktív közéleti szereplő volt, 1931-től a Független Kisgazda-, Földmunkás- és Polgári Párt tagja, majd az Ideiglenes Nemzetgyűlés képviselője, az FKgP balra tolódását követően 1947-től a Magyar Függetlenségi Párt tagja lett, de 1947-ben emigrálni kényszerült. A második világháború idején - különösen Acsay zsidó származása miatti 1941-es nyugdíjazása és Székely ugyanabban az évben történt visszavonulása után - a nemzeti ellenállás szervezésében vállaltak némi szerepet. Acsay pilismaróti nyaralójában bújtatták Kovács Imre parasztpárti politikust, illetve Székely barátnőjének, Karády Katalinnak a révén Kovács és Ujszászy István közötti kapcsolattartást segítették. A férjét ért politikai retorziók miatt 1947 őszén az Amerikai Egyesült Államokba emigráltak, ahol Székely élete hátralévő éveiben már sem színművészeti, sem közéleti vonalon nem játszott jelentékeny szerepet. Acsay 1992-ben, ő maga 1998-ban hunyt el New Yorkban.
Testvére Székely László volt, aki előbb a Magyar Nemzet kiadóhivatalának, majd az Új Magyarország című lapnak volt igazgatója.

## Szerepei

### Főbb színházi szerepei
- Nichols: Ábris rózsája – Rózsa Krisztina
- Conners: Fruska – Grace
- Eisemann Mihály: Vadvirág – Mária
- Philip Dunning: Broadway – Luci Moore
- A pók – Bessie
- Tizennyolcévesek – Georgette
- Az utolsó bölény – Geneviéve
- Nem hagyom magam – Evelyne
- Vigyázat, női szakasz – Nicole
- A csirkefogó – Tassy Klári
- Délibáb – Annus
- A nagyvilági lányok – Georgine

### Filmszerepei
- Diadalmas élet (1923) – Kitty
- A 111-es (1937) – Aglaya hercegnő